# Baluster
Baluster je naziv za niski stup, uglavnom trbušasta oblika, koji obično nosi ploču (abak) na koju se oslanja naslon ograde ili neki predmet (npr. plitki bazen kropionice).
Porijeklo balustra nije do kraja istraženo: prvi prikazi se javljaju na reljefima asirskih palača, no Grci i Rimljani ga nisu koristili, premda su im rimske forma kandelabra u mnogome srodne.
Osobito česti su u renesansi, baroku i kasnije, kada se nizovi balustera povezuju u balustradu.
Pretpostavlja se da su ranorenesansne balustrade slijedile one kasnogotičke, koje još nisu identificirane. Rudolf Wittkower je izum balustra pripisao Giulianu da Sangallu koji je balustre obilato koristio primjerice na terasi stubištu Vile Medici u Poggiu a Cainau, oko 1480. godine.
Premda balustri mogu biti vrlo različito oblikovani, obično se javljaju u dva osnovnih oblika. Najjednostavniji oblik je onaj s konveksnim dijelom kao prirodnim težištem s donje strane i konkavnim dijelom u obliku čaše kaleža s gornje strane. 
Balustri se mogu i zrcalno udvostručiti („dvostruki balustri“) s konveksnim dijelovima u sredini, a u baroku su česte njihove često vrlo složene inačice od kojih su neke kvadratičnog, a ne više kružnog presjeka, kao u renesansi. 

Balustrada je ograda stubišta, balkona, galerije, terase i sl. koja se sastoji od niza međusobno povezanih kamenih, drvenih ili metalnih stupića – balustara, koji zajednički nose skladno obrađenu gredu u funkciji naslona ili rukohvata balustrade.
Jedan od najranijih sačuvanih primjera balustrade je onaj s katne etaže jedne od najglasovitijih crkava zrele renesanse, Bramanteova Tempietta, iz oko 1500. god. Ta se balustrada sastoji od tzv. dvostrukih balustera koji će biti česti i u visokoj renesansi.
Projektirajući 1624. dvorište za crkvu San Carlo alle Quattro Fontane Francesco Borromini mijenja tradicionalni oblik balustrade, izmjenjujući u nizu balustre s konkavnim dijelom s donje i konveksnim dijelom s gornje strane s onima zrcalno suprotnog oblika, čime dobiva kontinuirano valovito gibanje tipično za barok, zbog kojeg maleno dvorište izgleda većim.